# 漕涧河
漕涧河，位于中华人民共和国云南省西北部地区的一条河流，是澜沧江右岸支流。上游位于大理白族自治州云龙县境内也称空讲河，发源于云龙县西南部漕涧镇以北的三崇山双梁子，蜿蜒向南纵贯漕涧坝区，右纳隔界河后成为云龙县与保山市隆阳区之间的界河，之后东南流至光山小马鞍山以南左纳川塘河后进入隆阳区境内，干流在隆阳区境内也称瓦窑河，蜿蜒向东南流经瓦窑镇中和村、下河湾村及镇政府驻地，最后于繁荣村东南汇入澜沧江。河长57.6千米，流域面积520.1平方千米，落差2310米，河道平均比降22.6‰。